# Металопрокатний завод у Алеппо
Металопрокатний завод у Алеппо – підприємство чорної металургії Сирії, майданчик якого розташований на півночі країни в індустріальній зоні Джибрін (східні околиці міста Алеппо).
Є відомості, що збудований у Алеппо металопрокатний завод компанії Orient Co. почав діяльність не пізніше 1995 року. Станом на 2010 рік він мав потужність у 300 тисяч тонн будівельної арматури на рік.
У травні 2013-го під час громадянської війни у Сирії завод зупинився та станом на 2019 рік все ще не працював.